# Rose et noire (album)
Pour les articles homonymes, voir Rose et Noir (homonymie).
Albums de Rose et Noire
Quelque chose de nouveau
(2003) Tracé dans le bleu
(2006)
Rose et noire est le premier album éponyme du duo français Rose et Noire. Sortie discographique en 2003, Label Discordian Records, distribution EMI Music France.

## Édition originale
Tous les titres sont écrits et interprétés par Marie Möör et composés par Laurent Chambert.

## Édition 2003 / CD Audio
1. Prosit (3:09)
2. Baiser Le Monde (4:57)
3. Peuple De Mon Cœur (3:42)
4. Ce Mal Qui Fait Du Bien (4:03)
5. 22 mars 2003 (2:33)
6. Tout M'est Égal Excepté (4:13)
7. Petite Morte (3:04)
8. Je Peins (3:52)
9. Nevermore (3:40)
10. Le Sexe Au Bord De L'âme (3:03)
11. Le Vin Des Amants (2:04)
12. La Barque Heureuse (3:32)
13. Attendez! (4:37)
14. Nevermore (Remix) (3:01)

Producteur : Rose et Noire, Discordian Records / Mixage et mastering : Altho Studio, Lyon

## Album Digital
1. Prosit
2. Baiser Le Monde
3. Peuple De Mon Cœur
4. 22 mars 2003
5. Ce Mal Qui Fait Du Bien
6. Tout M'est Égal Excepté
7. Le Sexe Au Bord De L'âme
8. Je Peins (Ma Vie De Chien)
9. Petite Morte
10. Le Vin Des Amants
11. Ma Barque Heureuse
12. Nevermore
13. Nevermore (Remix)
14. Le Cœur Pourri
15. Ce Mal Qui Fait Du Bien (Remix)

Producteur : Rose et Noire, LAC / Mixage et mastering : Laurent Chambert